# Clase Arihant
La clase Arihant (traduccción literal: 'Asesino de enemigos' en sánscrito) es una clase de submarinos de misiles balísticos indios de propulsión nuclear que se están construyendo para la Armada India. Fueron desarrollados bajo el proyecto Advanced Technology Vessel (ATV) de 900 mil millones de ₹ (unos 11 mil millones de $) para diseñar y construir submarinos de propulsión nuclear. Estos buques están clasificados como 'submarinos nucleares de ataque estratégico' por la India.
El buque líder de la clase, INS Arihant, se botó en 2009 y, después de extensas pruebas en el mar, se confirmó que se puso en servicio en agosto de 2016. Arihant tiene la distinción de ser el primer submarino de misiles balísticos en han sido construidos por un país que no sea uno de los cinco miembros permanentes del Consejo de Seguridad de las Naciones Unidas.

## Unidades
Se planean cuatro barcos de esta clase. El primer barco de la clase, INS Arihant, se puso en servicio en agosto de 2016. Se espera que los primeros cuatro barcos entren en servicio en 2025. En diciembre de 2014, se inició el trabajo en un segundo barco nuclear. comenzó el reactor y el segundo barco, INS Arighat, cuyas pruebas en el mar comenzaron en 2017, ahora se completaron y está programado para ser comisionado en agosto de 2022 junto con el INS Vikrant. Se espera que los dos últimos buques INS Aridhaman y S4 (sin nombre asignado aún) de la clase sean más grandes, desplazando más de 1000 toneladas más que el Arihant y tener 8 tubos de lanzamiento de misiles para transportar hasta 8 K-4 o K-5 y un reactor de agua a presión más potente que el INS Arihant. INS Aridhaman se inició en noviembre de 2021 y se espera que entre en servicio en 2024.
A partir de 2017 , se planeó una clase de seguimiento más grande a la clase Arihant, designada con el nombre en clave S5, con tres barcos de la clase proyectada. Se espera que la capacidad de misiles sea de 12 a 16 LRBM.
| Nombre                | Código  | Desplazamiento (superficial) | Iniciado | Botado                  | Comienzo pruebas de mar | Finalización de pruebas de mar | Alta en el servicio activo | Estado                     |
| --------------------- | ------- | ---------------------------- | -------- | ----------------------- | ----------------------- | ------------------------------ | -------------------------- | -------------------------- |
| INS Arihant (S2)      | SSBN 80 | 6,000 toneladas              | 2004     | 26 de julio de 2009     | 13 de diciembre de 2014 | 23 de febrero de 2016          | Agosto de 2016             | En servicio                |
| INS Arighat (S3)      | SSBN 81 | 6,000 toneladas              | 2009     | 19 de noviembre de 2017 | 8 de enero de 2017      | Marzo de 2021                  | Agosto de 2022 (est.)      | Pruebas de mar completadas |
| INS Aridhaman (S4)    |         | 7,000 toneladas              |          | 23 de noviembre de 2021 |                         |                                | 2024 (est.)                | En equipamiento            |
| S4* (nombre en clave) |         | 7,000 toneladas              |          | 2023 (est.)             |                         |                                | 2025 (est.)                | En construcción            |